# Tere Velázquez
María de los Ángeles Teresa de Jesús Villar Dondé (Ciudad de México, 8 de marzo de 1942-Ciudad de México, 7 de enero de 1998), conocida como Tere Velázquez, fue una actriz, cantante, bailarina, modelo y presentadora mexicana.
En su país es considerada todo un icono del cine, aunque comenzó su actuación en 1953 formando parte del elenco de actores de la llamada Época de Oro del cine mexicano cabe mencionar ya en la última etapa de esta gloriosa época del séptimo arte. Los años 60 sería su mayor despunte como actriz. Hermana de la también actriz Lorena Velázquez, su fama la llevó a trabajar en gran parte de Latinoamérica, España e Italia. Su llamativa personalidad le valió el ser descrita alguna vez como «la mujer más insoportablemente femenina», por el escritor francés Jean-Paul Sartre.

## Biografía y carrera

### Primeros años
María de los Ángeles Teresa de Jesús Villar Dondé nació el 8 de marzo de 1942 en Ciudad de México, siendo hija de Eduardo Villar Andrade Pradillo y Elda Dondé. Su hermana mayor, la actriz Lorena Velázquez, nació tres años antes que ella, en 1939. Al poco tiempo de haber nacido, sus padres se divorciaron, y su madre se volvió a casar, ahora con el actor Víctor Velázquez, de quien ella y su hermana tomaron el apellido cuando incursionaron en el cine. A los 12 años de edad, fue inscrita en una escuela de arte dramático y en la Academia de Danza, dos años antes estudió en San Francisco, California, donde aprendió a hablar inglés.

### Incursión actoral y vida
Sus incursiones iniciales como actriz fueron en teatro, trabajando en obras como Semilla en el aire (1956) y La quinceañera impaciente (1956). En 1957 recibió su primera oportunidad en cine, en donde su hermana ya empezaba a ser conocida, en la película, en la que también hacen su debut oficial los cómicos que ya eran muy famosos en televisión, Viruta y Capulina: La sombra del otro (1957), con tan buena fortuna que sus siguientes proyectos serían al lado de otros cómicos consolidados: Piernas de oro (1958) con Antonio Espino "Clavillazo", Tres lecciones de amor (1959) con Germán Valdes "Tin-Tan" y Sube y baja (1959) con Mario Moreno "Cantinflas".
Su primer éxito en el cine lo obtuvo en 1960 con el filme Quinceañera. De ahí en adelante comenzó a tener más llamados para grabar, y de esta forma, producciones que le dieron notabilidad durante la década de los sesenta, incluyeron películas como Suicídate mi amor (1961), Azahares rojos (1961), Los jóvenes (1961), El pecado de una madre (1962). En 1963, contrajo matrimonio con el actor venezolano Espartaco Santoni, a quién conoció mientras residía en España, y con quien procreó a sus dos hijos, Espartaco y Paola Santoni. 
En los setenta, aceptó filmar varias películas del cine de luchadores, colaborando con algunos de los luchadores profesionales más conocidos de su tiempo, entre los que se encontraron Blue Demon y El Santo. Lo anterior lo hizo al percatarse del gran éxito que su hermana Lorena se encontraba cosechando al participar en cintas de ese tipo. En 1974, se divorció de Santoni, y ese mismo año, se casó por segunda ocasión con Carlos Vasallo, actor, productor y guionista español, de quien se divorció cuatro años después, en 1978.
Sus últimos proyectos incluyeron una intervención en la cinta Juan Nadie (1990), y una aparición en la telenovela Los hijos de nadie (1996).

## Muerte
El 7 de enero de 1998, Velázquez falleció en Ciudad de México a los 55 años de edad, a causa de cáncer colorrectal, metástasis del sistema nervioso central, y bronconeumonía.  Su cuerpo fue cremado en el Panteón Español, ubicado en la misma ciudad. El paradero final de sus cenizas es desconocido.

## Filmografía selecta
- La sombra del otro (1957)
- Piernas de oro (1958)
- Tres lecciones de amor (1958)
- Sube y baja (1959)
- Dos criados malcriados (1960)
- Quinceañera (1960)
- Peligros de juventud (1960)
- Suicídate, mi amor (1961)
- Azahares rojos (1961)
- Los jóvenes (1961)
- Suerte te dé Dios (1961)
- En carne propia (1961)
- El pecado de una madre (1962)
- Pilotos de la muerte (1962)
- ¡En peligro de muerte! (1962)
- El rapto de las sabinas (1962)
- Los pistoleros (1962)
- Una joven de 16 años (1963)
- El valle de las espadas (1963)
- El escándalo (1964)
- Me ha gustado un hombre (1965)
- La alegría de vivir (1965)
- El misterioso señor Van Eyck (1966)
- Novias impacientes (1967)
- Serenata en noche de luna (1967)
- Corazón salvaje (1968)
- Romance sobre ruedas (1969)
- Departamento de soltero (1971)
- El increíble profesor Zovek (1972)
- Huracán Ramírez y la monjita negra (1973)
- Anónimo mortal (1975)
- Semana santa en Acapulco (1981)
- Chiquidrácula (1985)